# 張存 (東漢)
張存 （？年—214年），字處仁，東漢末年南陽人。

## 生平
張存以荊州從事的身份跟隨劉備入蜀，南行到雒，被命為廣漢太守。張存一向不服龐統，龐統中箭身亡，劉備發言感嘆，張存說：“龐統盡忠而死雖然可惜，但畢竟是違背了大雅之義。”劉備發怒說：“龐統殺身成仁，反而不對嗎?”，於是免除了張存的官職。不久張存就病死。他的生平事蹟失其行事，所以沒有立傳。

## 評價
- 楊戲：士元言規，處仁聞計。孔休文祥，或才或臧。播播述志，楚之蘭芳。[3]

## 延伸阅读
[在维基数据编辑]